# 77 (numero)
Settantasette (cf. latino septuaginta septem, greco ἑπτὰ καὶ ἑβδομήκοντα) è il numero naturale dopo il 76 e prima del 78.

## Proprietà matematiche
- È un numero dispari.
- È un numero composto, con i seguenti 4 divisori: 1, 7, 11, 77. Poiché la somma dei divisori (escluso il numero stesso) è 19 < 77, è un numero difettivo.
- È un numero semiprimo.
- È un numero di Ulam.
- È la somma di otto numeri primi consecutivi: 77 = 2 + 3 + 5 + 7 + 11 + 13 + 17 + 19.
- È la somma di tre quadrati consecutivi: 77 = 42 + 52 + 62.
- In base 10, è il più piccolo numero ad avere una persistenza moltiplicativa di 5.
- È parte delle terne pitagoriche (36, 77, 85), (77, 264, 275), (77, 420, 427), (77, 2964, 2965).
- È un numero a cifra ripetuta e un numero palindromo nel sistema numerico decimale.
- È un numero intero privo di quadrati.
- È un numero congruente.

## Astronomia
- 77P/Longmore è una cometa periodica del sistema solare.
- 77 Frigga è un asteroide della fascia principale del sistema solare.
- NGC 77 è una galassia lenticolare della costellazione della Balena.

## Astronautica
- Cosmos 77 è un satellite artificiale russo.

## Chimica
- È il numero atomico dell'Iridio (Ir).

## Simbologia

### Storia
- Con il termine Il Settantasette si indica il cosiddetto movimento del '77: un movimento politico nato nel 1977 in italia nell'area dei gruppi della sinistra extraparlamentare.

### Religione
- Nel Vangelo secondo Luca sono le generazioni che dividono Adamo da Gesù.

### Smorfia
- Nella smorfia napoletana indica le gambe delle donne (oppure i diavoli (Diavolo)).

### Magia
Un'antica formula magica bulgara contro il malocchio (uroki) menziona le settantasette malvagità:
.